# Моделирование знаний
Моделирование знаний (англ. Knowledge modeling) — как часть моделирования является методом научного познания объекта, также это процесс создания модели знаний или стандартных спецификаций, когда определяют главные, наиболее существенные свойства, описывающие процесс или объект, для распознания данных электронно-вычислительными машинами.
В научной литературе ещё нет единого определения данного термина и утвердить его достаточно сложно в виду неоднозначности понятия, однако в практической деятельности термин де-факто используется разными специалистами, которые в работе соприкасаются с созданием автоматизированных систем хранения данных, экспертных мнений или занимаются разработкой искусственного интеллекта. Моделирование знаний создает базу знаний для ЭВМ, объём которой растет линейно по мере включения в неё новых фрагментов знаний.

## Описание
Модель знаний, которая была разработана и в результате стала частью программного процесса, может быть распознана только в случае, если она выражена на каком-либо языке спецификаций или если она хранится в заданной структуре. При помощи программирования данные, сохраненные согласно модели знаний, можно интерпретировать и сохранять в базе данных или файле обмена данными.
Моделирование знаний — это создание нематериального представления, отображающего объект в полной мере. Оно необходимо для упрощенного управления такими объектами при помощи ЭВМ. Другими словами, знания о виде объекта, его свойствах и компонентах используются для создания продукта виртуального мира. Точно также проектирование определённого процесса подразумевает первоначальное создание модели знаний этого процесса. Результирующая модель процесса, модель продукта или модель объекта обычно также сохраняется в базе данных.

## Связь с другими областями знаний

### С семантической паутиной
Моделирование знаний тесно связано с существующим семантическим вебом. Если язык представления знаний, предназначенный для воссоздания знаний в памяти интеллектуальной системы, может выразить неформальные модели знаний, то для работы можно использовать, например, формализованный язык Gellish English. Он позволяет представить модель знаний как самостоятельный независимый объект, одновременно с тем, как и представить его частью другого объекта. Так как используются одинаковые идентификаторы для обозначения одной и той же модели знаний, которая находится в разных хранилищах, выполнить команду и отобразить её как одно и то же понятие не получается. Например, для отправки писем на разные адреса используется единый почтовый индекс, и программа, которая должна определить или скомбинировать информацию, должна знать, что два конкретных объекта данных используются для обозначения одного и того же индекса. В идеале, у программы должен быть способ распознавать подобные термины с одинаковым смыслом, чтобы кодировать их, что также касается области моделирования знаний.

### С менеджментом знаний
Управление знаниями — одно из приоритетных направлений менеджмента в начале XXI века. В это время сменились объекты моделирования: от моделирования данных для обработки на ЭВМ к моделированию данных, обрабатывающих эту информацию в информационных системах, и, наконец, к моделированию самих информационных систем, в которых они являются лишь одним из инструментов функционирования. Моделирование знаний рассматривается в качестве подготовительной работы к внедрению информационной системы. На современных предприятиях ставят задачи создания базы знаний для сотрудников, повышения их компетентности, передачи коллективных и индивидуальных знаний благодаря собранной информации и данным (моделирование знаний — одна из форм хранения информации в этом случае). Одно из приоритетных направлений менеджмента знаний в том, чтобы интеллектуальный капитал компании оставался внутри компании, даже в случае перехода специалиста на другое место работы.

### С инженерией знаний
Инженерия знаний — это автоматизированное использования таких моделей знаний для проектирования объектов, явлений или процессов.

## Этапы моделирования знаний
Моделирование знаний в каждой предметной области предполагает создание интегративной модели, и включает 4 уровня последовательных действий.
Первый уровень — идентификация, он может включать методологии морфологического анализа, составление морфологических деревьев и таблиц, его основная задача — поиск и структурирование всех возможных решений объектов рассматриваемой выборки.
Второй уровень включает разработку спецификаций и используется метод морфологического синтеза. Здесь предлагается методология получения моделей знаний и происходит поиск структурных решений, проектируемых объектов.
Третий уровень — это непосредственно реализация, или морфологическое конструирование, основные методы которого: независимая оценка подсистем, древовидное и лабиринтное конструирование.
Четвёртый уровень формирования модели знаний, уровень интеграции, — это разработка и внедрение в модель предметной области дополненных алгоритмов взаимодействия. Этот уровень включают в себя все типы знаний предметной области.

## Практическое использование
Важной задачей при моделировании знаний является структура декомпозиции, которая определяет все компоненты процесса и объектов, даже те, которые включены в друг друга. Например, при моделировании знаний о компрессорной системе нужно учесть, что она состоит из компрессора, системы смазки и других элементов. А система смазки, в свою очередь, состоит из насосной системы и др. Предположим, что это знание выражено на языке представления знаний, который выражает знания как набор отношений между двумя видами вещей и определён тип отношений между компонентами, который определён <должен иметь как часть>. Тогда часть модели знаний о компрессорной системе будет состоять из следующих выражений фактов знаний:
- компрессорная система должна иметь в составе компрессор;
- компрессорная система должна иметь в составе систему смазки;
- система смазки должна иметь как часть насосную систему;
- насосная система должна иметь как часть насос.

Такая модель знаний будет дополнительно расширена за счёт знаний и спецификаций о свойствах компонентов, их изготовлении и, возможно, требованиях к испытаниям и обслуживанию.
Точно так же модель знаний процесса — это, по сути, спецификация этапов процесса в соответствии с их очерёдностью. Эта последовательность определяется тем, как завершаются и начинаются этапы, которые включаются в процесс и разделяют его на части. Например, моделирование знаний о процессе подогрева воды в бойлере выглядит так:
1. этап поступления воды в бойлер;
2. этап выхода воды из котла;
3. этап ввода пара в подогреватель;
4. этап, когда конденсат выводится из нагревателя и т. п.

## Экспликация знаний ПО
Моделирование знаний включает в себя создание сопутствующих документов объекта или процесса, которые разъясняют требования и правила их использования или реализации, эти данные могут уже храниться в руководстве по проектированию, в международных спецификациях и юридических документах и под.
Знания, содержащиеся в документах, можно структурировать по уровням экспликации. Низкий уровень экспликации в текстовом документе может вызывать различное понимание. Текст экспликации связан с объектом модели знаний и может быть интерпретирован только человеком. А программное обеспечение, в свою очередь, может предоставлять эту дополнительную текстовую информацию пользователям, когда они запрашивают сведения об этом объекте. Содержание каждого предложения в документе преобразуется на формальном языке представления знаний, и, таким образом, объекты, упомянутые в этих предложениях, становятся неотъемлемой частью модели знаний, интерпретируемой компьютером. Например, знание того, что стандарт API 617 содержит стандартную спецификацию для компрессоров, можно связать с концепцией компрессора в модели знаний компрессорной системы. Это может быть выражено на языке представления знаний.
Более высокий уровень объяснения означает, что абзацы или предложения на естественном языке связаны с компонентами модели знаний. Текстовая информация полностью преобразуются в структурированную информацию в базы данных. Этот процесс экспликации в результате создает модели знаний и модели стандартных спецификаций, которые позволяют использовать их для компьютерного проектирования, сохранения знаний, а также для их автоматической проверки.